# Order Zasługi dla Socjalistycznej Ojczyzny
Order Zasługi dla Socjalistycznej Ojczyzny (węg. Szocialista Hazáért Érdemrend) – wysokie odznaczenie cywilne WRL ustanowione w 1966 jako nagroda za wybitny wkład w ruch rewolucyjnym mający na celu utworzenie socjalistycznego porządku społecznego na Węgrzech. Orderem tym odznaczono tylko raz – 1 maja 1967 otrzymało go łącznie 9516 osób.